# Naschitti
Naschitti ist eine Gemeinde und ein Census-designated place (CDP) im San Juan County im US-Bundesstaat New Mexico und ist Teil der Navajo Nation Reservation.

## Geographie
Naschitti liegt 70 Kilometer nördlich von Gallup, 80 Kilometer südlich von Shiprock und 90 Kilometer südwestlich von Farmington. Der U.S. Highway 491 verläuft durch den Ort.

## Geschichte

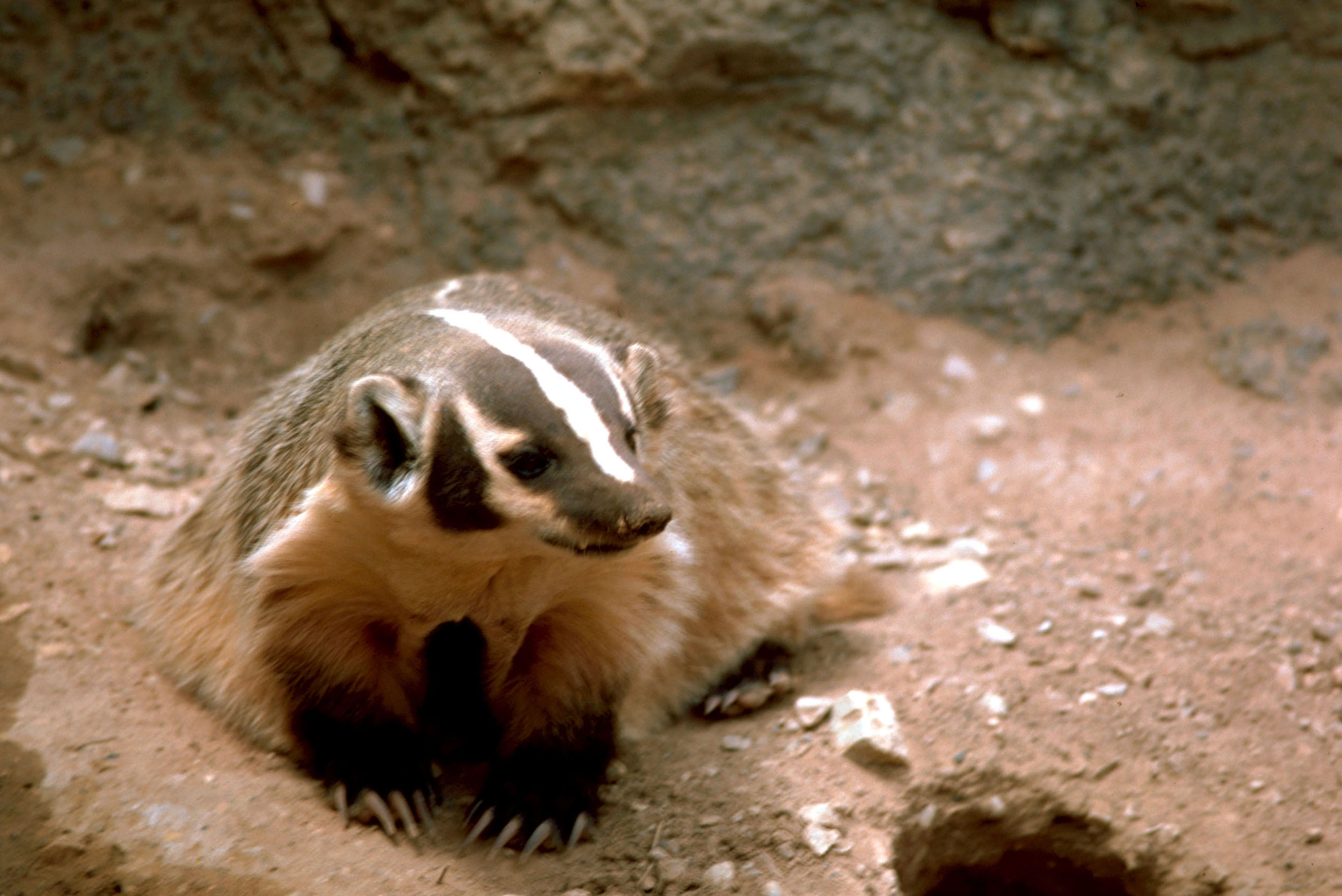
Amerikanischer Dachs (Nahashchʼidí)

Einer Erzählung zufolge beobachteten die Navajo-Indianer einen Dachs beim Graben nach einer Höhle oder nach Futter an einer Erdstelle, die sich jedoch als Trinkwasserquelle erwies. Daraufhin gründeten sie im Jahr 1893 an dieser Stelle eine Siedlung. Der Name „Naschitti“ leitet sich von der Navajo-Sprache für Dachs = Nahashchʼidí (englisch: badger) ab. An der Quelle wurde bald ein Artesischer Brunnen angelegt. Später wurde das Wasser mit Hilfe einer Windmühle gefördert. Etwa im Jahr 1915 nahm ein kleiner Handelsplatz (trading post) seinen Betrieb auf. Um 1922 folgten eine protestantische sowie 1930 eine katholische Kirche. 1934 wurde eine Tagesschule eröffnet. Diese Schule wurde 1958 geschlossen und durch eine öffentliche Schule und ein Gymnasium ersetzt, die auch von der umliegenden Region genutzt wurden und noch in Betrieb sind.

## Demografie
Im Jahr 2010 wurde eine Einwohnerzahl von 301 Personen ermittelt, was eine Abnahme um 16,4 % gegenüber dem Jahr 2000 bedeutet. Das Durchschnittsalter der Bewohner lag im Jahr 2010 mit 39,6 Jahren unter dem Durchschnittswert von New Mexico, der 45,5 Jahre betrug. Mit einem Anteil von 94,7 % sind nahezu sämtliche Einwohner indianischer Abstammung.